# (400288) 2007 TJ46
(400288) 2007 TJ46 es un asteroide perteneciente al cinturón de asteroides, descubierto el 7 de octubre de 2007 por el equipo del Mount Lemmon Survey desde el Observatorio del Monte Lemmon, Arizona, Estados Unidos.

## Designación y nombre
Designado provisionalmente como 2007 TJ46.

## Características orbitales
2007 TJ46 está situado a una distancia media del Sol de 2,563 ua, pudiendo alejarse hasta 2,830 ua y acercarse hasta 2,296 ua. Su excentricidad es 0,104 y la inclinación orbital 13,35 grados. Emplea 1499,27 días en completar una órbita alrededor del Sol.

## Características físicas
La magnitud absoluta de 2007 TJ46 es 16,7.